# Holter Graham
Holter Ford Graham (11 de febrero de 1972, Baltimore, Maryland) es un actor de cine y actor de voz estadounidense.

## Biografía
Holter Graham nació el 11 de febrero de 1972 en la ciudad de Baltimore, en el condado de Maryland, en Estados Unidos.
Graham tiene una Licenciatura en Artes y tiene un Master de Bellas Artes en Escritura Creativa, así como también es un mecánico certificado de coches y motos.
La esposa de Graham es su novia de la universidad, una autora premiada, profesora y activista de la educación, llamada Neela Vaswani, con la que se casó en 1986.
En 2010, a Holter Graham le fue diagnosticada una leucemia linfoblástica aguda, por lo que se le realizó un trasplante de médula ósea.

## Trayectoria profesional
El debut en el cine fue con su primera película, dirigida por de Stephen King titulada Maximum Overdrive (La rebelión de las máquinas) (1986) a la edad de los trece años. Es un actor conocido por su trabajo en las películas Hairspray (1988) del director John Waters; la película nominada al premio Oscar Fly Away Home (1996);  Six Ways to Sunday (1997); Spin the Bottle (2000); y Offspring (2009), así como por su trabajo en televisión en las series  Damages; Rescue Me; Law & Order; Army Wives; y New York Undercover.
Desde el año 2008 hasta el 2010, Graham fue el coanfitrión del innovador programa ambiental del Planet Green’s titulado Wasted.
Desde 2000, ha sido la voz de HBO, y ha narrado más de 150 libros de audio, por lo que ha ganado decenas de premios por su trabajo.

## Créditos

### Películas
- Veronika Decides to Die (2009) – Eric Grafton
- Offspring (2009) – Manetti
- Resurrection, Glen Canyon and a New Vision for the American West (2009) – Narrador
- The Diversion (2005) – Conductor
- The Acting Class (2000) – Él mismo
- Trifling with Fate (2000) – David
- Spin the Bottle (2000) – Jonah
- The Curse (1999) – Spencer
- Six Ways to Sunday (1997) – Madden
- Fly Away Home (1996) – Barry Stickland
- Cry-Baby (1990) – Strip Poker No. 2
- Two Evil Eyes (1990) – Christian
- Hairspray (1988) – I.Q.
- Maximum Overdrive (1986) – Deke Keller

### Televisión
- Army Wives
  - "Onward Christian Soldier" (2009) – Coach Don Whitty
  - "Disengagement" (2009) – Coach Don Whitty
- Damages
  - "Hey! Mr. Pibb!" (2009) – Bartender
- Wa$ted! (2008 to 2010) – co-host
- As the World Turns
  - "Episodio #1.13186" (2008) – Manny
- Rescue Me
  - "Retards" (2006) – Bartender
- Thrill Zone
  - "Arctic Void" (2005) – Narrador
- New York Undercover
  - "Smack Is Back" (1996) – Donnie
- Law & Order
  - "Guardian" (1995) – Erik Hanson
- Swans Crossing
  - "Episodio #1.31" (1992) TV episodio – Billy Gunn
  - "Episodio #1.44" (1992) TV episodio – Billy Gunn
  - "Episodio #1.45" (1992) TV episodio  – Billy Gunn
  - "Episodio #1.46" (1992) TV episodio  – Billy Gunn

### Videojuegos
- Grand Theft Auto V (2013) - Voz
- Star Wars: The Old Republic (2011) - Voz
- Red Dead Redemption (2010) - Voz
- Manhunt 2 (2007) – Leo Kasper
- Grand Theft Auto: Liberty City Stories (2005) - Voz
- The Warriors (2005) - Voz
- CT Special Forces: Fire for Effect (2005) - Voz

### Audiolibros
- Instinct (Chronicles of Nick) (2015)
- Dragonbane (2015)
- The Highway (2013)
- Feature (2013)
- Flat Water Tuesday (2013)
- Long Shot (2013)
- The Bourne Imperative (2013)
- The Yellow Birds (2013)
- The Long Valley (2012)
- Canada (2012)
- 500 Days: Secrets and Lies in the Terror Wars (2012)
- The End of Illness (2012)
- The Art of Fielding (2012)
- Inferno (Chronicles of Nick) (2012)
- Time Untime (Dark Hunger Book 21) (2012)
- No Easy Day: The Firsthand Account of the Mission That Killed Osama Bin Laden (2012)
- Satori (2012)
- Jack Kennedy: Elusive Hero (2011)
- Back of Beyond (2011)
- Infamous(Chronicles of Nick)(2012)
- The Gentlemen's Hour: A Novel (2011)
- InVincible (Chronicles of Nick) (2011)
- Halo: Cryptum (Forerunner Saga series) (2011)
- Christine (2010)
- Halo: Evolutions (2010)
- No Mercy (Dark-Hunter series) (2010)
- Infinity (Chronicles of Nick) (2010)
- UR (2010)
- Hell's Kitchen (2009)
- Hit Hard (2009)
- The Last Light of the Sun (2009)
- Vanished (2009)
- Acheron (Dark-Hunter series) (2008)
- The Bodies Left Behind (2008)
- Dear John (2008)
- High Crimes: The Fate of Everest in an Age of Greed (2008)
- Island: Escape (2008)
- Just After Sunset (2008) – the stories "Willa", "The Cat from Hell", and "N."
- No Limits: The Will to Succeed (2008)
- The Resurrectionist (2008)
- War and Decision: Inside the Pentagon at the Dawn of the War on Terrorism (2008)
- The Choice (2007)
- The Fourth Order (2007)
- Island: Shipwreck (2007)
- Island: Survival (2007)
- Schulz and Peanuts (2007)
- Dragon Fire (2006)
- The Husband (2006)
- Rebound Rules (2006)
- The Serial Killers Club  (2006)
- Alibi: A Novel (2005)
- The City of Falling Angels (2005)
- One L (2005)
- Visits from the Drowned Girl (2004)

### Productor
- The Diversion (2005)

### Editor
- The Diversion (2005)